# Kohorte (statistik)
 For alternative betydninger, se Kohorte. (Se også artikler, som begynder med Kohorte)
Kohorte er et statistisk begreb om en gruppe respondenter med fælles karakteristika, der følges over en bestemt periode. Fx kan studerende følges fra den ene uddannelse, til den anden uddannelse og senere ud i erhvervslivet eller man kan se på helbredsudviklingen i en eller flere populationer. Nogle gange er der løbende 'follow-up', hvor deltagerne bliver målt/vejet/adspurgt.
Studieformen tager udgangspunkt i en kildepopulation, dvs. den kohorte der er kilden til de observerede fx sygdomstilfælde eller helbredsændringer igennem opfølgningstiden.
Informationer indsamles fx via spørgeskemaer og målinger. 
Fordele:
- Eksponering indsamles inden udfaldet, det vil sige at deltagerne ikke kender udfald og derfor ikke påvirkes af dette.
- Kan bruges ved undersøgelse af skadelige virkninger
- Tidsmæssig horisont, der gør det muligt at følge udviklingen
- Der kan undersøges for flere årsager til et udfald

Ulemper:
- Ofte problem med confounding(årsagsforveksling)
- Store og dyre, samt tidskrævende
- Egner sig ikke til sjældne sygdomme, eller sygdomme med lang udviklingstid.
- Loss-to-follow up kan give bias af resultatet
- Den lange tidshorisont for studiet gør, at der ofte er frafald. Af samme grund bruges Korhorte undersøgelser sjældent til at drage statistisk inferens (generaliserbarhed) ud over – i bedste tilfælde – den undersøgte generation.

Associationsmål:
- Afhænger af formålet og udformningen af studiet, men fx:
- Relativ risiko
- Incidensrater/-differens/-ratioer
- Ændring i kontinuert egenskab